# GPR148
GPR148, G protein-spregnuti receptor 148, je protein koji je kod čoveka kodiran GPR148 genom. On je prvenstveno izražen u nervnom sistemu i testisima. Pretpostavlja de učestvuje u razvoju raka prostate.

## Literatura
1. ↑  „Entrez Gene: GPR148 G protein-coupled receptor 148”.

## Dodatna literatura
- Takeda S; Kadowaki S; Haga T;  . (2002). „Identification of G protein-coupled receptor genes from the human genome sequence.”. FEBS Lett. 520 (1-3): 97—101. PMID 12044878. doi:10.1016/S0014-5793(02)02775-8.
- Strausberg RL; Feingold EA; Grouse LH;  . (2003). „Generation and initial analysis of more than 15,000 full-length human and mouse cDNA sequences.”. Proc. Natl. Acad. Sci. U.S.A. 99 (26): 16899—903. PMC 139241 . PMID 12477932. doi:10.1073/pnas.242603899.
- Vassilatis DK; Hohmann JG; Zeng H;  . (2003). „The G protein-coupled receptor repertoires of human and mouse.”. Proc. Natl. Acad. Sci. U.S.A. 100 (8): 4903—8. PMC 153653 . PMID 12679517. doi:10.1073/pnas.0230374100.
- Gerhard DS; Wagner L; Feingold EA;  . (2004). „The status, quality, and expansion of the NIH full-length cDNA project: the Mammalian Gene Collection (MGC).”. Genome Res. 14 (10B): 2121—7. PMC 528928 . PMID 15489334. doi:10.1101/gr.2596504.
- Parmigiani RB; Magalhães GS; Galante PA;  . (2005). „A novel human G protein-coupled receptor is over-expressed in prostate cancer.”. Genet. Mol. Res. 3 (4): 521—31. PMID 15688318.
- Gloriam DE, Schiöth HB, Fredriksson R (2005). „Nine new human Rhodopsin family G-protein coupled receptors: identification, sequence characterisation and evolutionary relationship.”. Biochim. Biophys. Acta. 1722 (3): 235—46. PMID 15777626. doi:10.1016/j.bbagen.2004.12.001.